# Dergview FC
Dergview Football Club is een Noord-Ierse voetbalclub uit Castlederg, County Tyrone.
De club werd in 1980 opgericht en speelt in het IFA Championship 1. De club speelt zijn thuiswedstrijden in Darragh Park.

## Gewonnen prijzen
- IFA Intermediate League Second Division
  - Winnaar (1): 2007/08
- Fermanagh & Western Intermediate Cup
  - Winnaar (1): 2009/10

## Eindklasseringen
| 3 |

| 9 |

| 6 |

| 10 |

| 1 |

| 16 |

| 2 |

| 3 |

| 8 |

| 7 |

| 12 |

| 6 |

| 11 |

| 5 |

| 11 |

| 8 |

| 10 |

| - |

| 6 |

| 10 |

| 11 |

| 12 |

| NIFL Premiership | NIFL Championship | NIFL Premier Intermediate League |

De drie NIFL-divisies hebben in de loop der jaren diverse namen gekend, zie Northern Ireland football league system.
Ballyclare Comrades ·
Ballymacash Rangers ·
Banbridge Town ·
Coagh United ·
Dergview ·
Dollingstown ·
Knockbreda ·
Lisburn Distillery ·
Moyola Park ·
Newry City ·
Oxford Sunnyside FC ·
Portstewart ·
Rathfriland Rangers ·
Strabane Athletic FC